# Nebo (epizoda)
Nebo (eng., Haven) je deseta epizoda prve sezone američke znanstveno-fantastične serije Zvjezdane staze: Nova generacija.

## Radnja
Dok je Enterprise u posjetu planetu Haven, koji je poznat po ljepoti i navodnim ljekovitim svojstvima na njega dolazi Lwaxana Troi, majka savjetnice Deanne, s planovima za njezino skoro vjenčanje sa sinom njihovih dugogodišnjih prijatelja, Wyattom Millerom.

To naravno izaziva popriličnu pomutnju na cijelome brodu. Picard je nezadovoljan jer će zbog toga izgubiti vrlo važnog člana posade. Riker je razočaran jer je Deanna izabrala nekoga drugoga odbacujući ono što je bilo između njih. Čak je i sama Deanna vrlo iznenađena neočekivanom viješću.
Niti nakon dolaska Millerovih na Enterprise pomutnja se ne smanjuje. Između dvije obitelji, bolje rečeno između Deannine i Wyattove majke Victorie, tinja lagana netrpeljivost koju cijelo vrijeme podgrijava Lwaxanino nadmeno ponašanje i držanje svih Ljudi nižim od sebe. Dok je odnos njihovih majki gotovo neprijateljski, Wyatt i Deanna se u određenoj mjeri zbližavaju, no njihovoj potpunoj bliskosti na putu stoje dvije prepreke. Deanna ipak još uvijek nešto osjeća prema Rikeru, a Wyatt cijeli život u svojem umu ima sliku savršene žene, u koju se Deanna ne uklapa.
Dok pripreme za vjenčanje teku unatoč napetoj atmosferi, Havenu prilazi nepoznati brod izbjegavajući ikakav kontakt. U skladu s ugovorom između Havena i Federacije, Enterprise provjerava nepoznati brod i otkriva da je riječ o brodu koji pripada Tarellijancima za koje se vjerovalo da su nestali nakon što je cijela populacija planeta zaražena izuzetno agresivnim virusom u ratnom sukobu koji je zahvatio cijeli planet.

Ono malo Tarellijanaca što je uspjelo pobjeći s planeta uništeno je nakon što su ostale vrste otkrile da oni još uvijek nose virus. Njihovo iznenadno pojavljivanje izaziva dodatne probleme Picardu. S jedne strane on osjeća obvezu da pomogne Tarellijacima ako još ima preživjelih, no s druge strane ima i obvezu ih uništiti ako postanu stvarna prijetnja Havenu.
Za to vrijeme na Enterprise se odvijaju pripreme za vjenčanje, no večera na kojoj su trebali biti dogovoreni zadnji detalji neslavno propada kada se Lwaxana i Victoria sukobe oko toga hoće li vjenčanje biti u skladu s običajima Betazeda ili Zemlje. Ipak, nakon što Deanna ogorčena napusti večeru njih dvije uspijevaju postići dogovor da vjenčanje bude mješavina i jednih i drugih običaja.
Dok svi napeto promatraju prilazak tarellijanskog broda, doktorica Crusher uz Wyattovu pomoć pokušava naći nešto o nepoznatoj bolesti koja je uništila Tarellijance i o mogućem lijeku za nju. Kada brod napokon dođe u blizinu Havena Enterprise ga zarobljava vučnom zrakom. Nakon zarobljavanja tarellijanski brod se javlja Enterpriseu i na njegovom mostu se na veliko Wyattovo iznenađenje nalazi i žena koju je on sanjano cijeli život. Tarellijanci uvjeravaju da ne žele zlo niti Havenu niti bilo kome drugome nego samo žele neko mirno i odvojeno mjesto na kojem će provesti svoje zadnje dane. Picard im obećava da će pokušati uvjeriti stanovnike Havena u to, no da je to njihova odluka da je donesu. Nakon toga, na opće iznenađenje, Wyatt se prebacuju na tallerijanski brod s medicinskim zalihama, uvjeren da je na njemu žena koju čeka cijeli život.
Dok Millerovi pokušavaju nagovoriti Picarda da učini nešto kako bi vratio njihovog sina, Wyatt se javlja ispričavajući se svima zbog toga što je učinio, no da je osjećao da to mora učiniti kako bi ispunio svoju sudbinu i da želi pokušati izliječiti Tarellijance. Isto tako Tarellijanci obavještavaju Enterprise da su našli ono što su tražili i da napuštaju Haven. 

## Vanjske poveznice
- Haven na startrek.com   Arhivirana inačica izvorne stranice od 25. lipnja 2009. (Wayback Machine)